# Cycloplax
Cycloplax is een geslacht van kreeftachtigen uit de klasse van de Malacostraca (hogere kreeftachtigen).

## Soort
- Cycloplax pinnotheroides Guinot, 1969